# دن هیکس
دن هیکس (انگلیسی: Dan Hicks؛ ۹ دسامبر ۱۹۴۱ – ۶ فوریهٔ ۲۰۱۶) خواننده و ترانه‌سرای آمریکایی بود. سبک وی تلفیقی از سبک‌های فولکلور، جاز، کانتری، سوینگ، بلوگرس، عامه‌پسند بود. وی بین سال‌های ۱۹۶۵ تا ۲۰۱۶ میلادی فعالیت می‌کرد.